# アレクシウス・マイノング
アレクシウス・マイノング・リッター・フォン・ハントシュースハイム（独: Alexius Meinong Ritter von Handschuchsheim、1853年7月17日 – 1920年11月27日）は、オーストリアの哲学者・心理学者。フランツ・ブレンターノに影響され、対象論 (独: Gegenstandstheorie) という立場の哲学を表明した。

## 経歴
オーストリア帝国のレンベルク (現ウクライナ・リヴィウ) に生まれる。ウィーンで学び、1874年にウィーン大学で歴史学の博士号を取得した後、ブレンターノの指導の下1878年に同大学で哲学の教授資格を取得した。ウィーン大学で私講師を務め、1882年にグラーツ大学の哲学教授に員外教授として就任し、1889年正教授に昇進した。1894年にはオーストリアで最初の実験心理学研究室をグラーツ大学に設立した。アロイス・ヘフラーやエルンスト・マリーらを指導し、グラーツ学派を形成した。

## 主な著作
- "Hume Studien I. Zur Geschichte und Kritik des modernen Nominalismus." Wien 1877.
- "Hume Studien II. Zur Relationstheorie." Wien 1882.
- Über philosophische Wissenschaft und ihre Propädeutik. Wien 1885.
- Psychologisch-ethische Untersuchungen zur Werth-Theorie. Graz 1894.
- "Über Gegenstandstheorie." Leipzig 1904.
  - 『對象論に就いて』三宅実訳、岩波書店、1930年。
- Über die Stellung der Gegenstandstheorie im System der Wissenschaften. Leipzig 1907.
- Über Annahmen. Leipzig 1902/1910.
- Über Möglichkeit und Wahrscheinlichkeit. Beiträge zur Gegenstandstheorie und Erkenntnistheorie. Leipzig 1915.
- "Über emotionale Präsentation." Wien 1917.
- "Zum Erweise des allgemeinen Kausalgesetzes." Wien 1918.